# Valdemar al IV-lea al Danemarcei
Valdemar al IV-lea (n. 1320, Tikøb⁠(d), Regiunea Hovedstaden, Danemarca – d. 24 octombrie 1375, Castelul Gurre⁠(d), Regiunea Hovedstaden, Danemarca) a fost regele Danemarcei din 1340 până în 1375.
El a fost fiul cel tânăr al lui Christopher al II-lea al Danemarcei și și-a petrecut mare parte din copilărie și tinerețe în exil, la curtea lui Ludovic al IV-lea, Împărat Roman în Bavaria după înfrângerile tatălui și moartea sa, și a morții și întemnițării celor doi frați ai săi mai mari, Eric și Otto. El a acționat ca un pretendent și a așteptat revenirea sa.
După asasinarea Contelui Gerhard al III-lea de către Ebbesen și frații săi, Valdemar a fost proclamat rege al Danemarcei la Adunarea Viborg de ziua Nașterii Sfântului Ioan, pe 24 iunie 1340, adunare condusă de Niels Ebbesen. Prin căsătoria lui cu Helvig, fiica lui Eric II-lea, Duce de Schleswig și cu ce îi rămăsese de la tatăl său, el a controlat aproximativ un sfert din teritoriul Iutlandei de nord.
El a fost obligat să semneze așa cum făcuse și tatăl său, probabil pentru că Danemarca fusese fără rege pentru o perioadă și numeni nu se aștepta ca regele de 24 de ani să fie o problemă mai mare pentru nobili decât fusese tatăl său. Însă Valdemar a fost un om inteligent și hotărât și și-a dat seama că singura modalitatea de a conduce Danemarca era de a obține controlul asupra teritoriului său.  
Ebbesen a încercat să elibereze Iutlanda centrală de la Holstein, asediând Castelul Sønderborg la 2 noiembrie 1340, dar Ebbesen și frații săi au fost uciși.

## Ipoteca Denamarcei
Sub Christopher al II-lea, Danemarca era în faliment și a fost ipotecată pe bucăți. Valdemar a căutat să ramburseze datoria și să revendice terenurile țării sale. Prima ocazie a venit împreună cu banii soției sale, Helvig, cu care se căsătorise. Ipoteca din restul Iutlandei de nord a fost plătită de către impozitele colectate de la țăranii din Kongeå. El a fost capabil să obțină nordul Friesland înapoi în 1344, pe care l-a impozitat imediat pentru a achita datoria din sudul Iutlandei, în valoare de 7.000 de mărci de argint. 
Valdemar și-a îndreptat apoi atenția în Zeelanda. Episcopul de Roskilde, care a deținut castelul de la Copenhaga și orașul, i-a oferit lui Valdemar o bază sigură din care să adune impozitele din comerțul din Sound. El a fost primul rege danez care a condus Copenhaga, o posesie a episcopului de Roskilde. Valdemar a fost capabil să captureze sau să cumpere alte castele și cetăți până când avea să-i forțeze pe Holsteini să plece. Când a rămas fără bani, el a luat Castelele Kalundborg și Søborg prin forță.

## Decesul
Deși se lupta cu statele Hansa, el a încercat să-i reprimeze pe nobilii rebeli care încercau să beneficieze de drepturile cu care l-au forțat pe tatăl lui Valdemar să cedeze și a luptat cu suedezii și norvegienii. A fost pregătit să preia controlul treptat în Iutlanda de sud însă a căzut bolnav.
Valdemar a apelat la ajutorul Papei George al XI-lea care a fost de acord să excomunice danezii răzvrătiți. Dar înainte ca toate acestea să fie făcute, Valdemar a murit la Castelul Gurre în nordul Zeelandei, pe 24 octombrie 1375. Valdemar a fost îngropat la Abatia Sorø in 1375. 

## Căsătoria și copii
Valdemar s-a căsătorit cu Hedwig de Schleswig în 1340 și au avut următorii copii:
- Christopher, Duce de Lolland (1344–1363)
- Margareta (1345 - 1350)
- Ingeborg (1347 - 1370)
- Caterina, a murit tânără
- Valdemar, a murit tânăr
- Margareta I a Danemarcei (1353–1412)